# Amphoe Sahatsakhan
Amphoe Sahatsakhan (Thai: อำเภอ สหัสขันธ์) ist ein Landkreis (Amphoe – Verwaltungs-Distrikt) der Provinz Kalasin. Die Provinz Kalasin liegt in der Nordostregion von Thailand, dem so genannten Isan.

## Geographie
Die Nachbarbezirke sind im Uhrzeigersinn von Osten startend: die Amphoe Somdet, Mueang Kalasin, Nong Kung Si, Sam Chai und Kham Muang. Alle Amphoe liegen in der Provinz Kalasin.

## Verwaltung

### Provinzverwaltung
Der Landkreis Sahatsakhan ist in acht Tambon („Unterbezirke“ oder „Gemeinden“) eingeteilt, die sich weiter in 85 Muban („Dörfer“) unterteilen.
| Nr. | Name           | Thai       | Muban | Einw. |
| --- | -------------- | ---------- | ----- | ----- |
| 01. | Phu Sing       | ภูสิงห์       | 09    | 2.743 |
| 02. | Sahatsakhan    | สหัสขันธ์     | 13    | 6.601 |
| 03. | Na Makhuea     | นามะเขือ    | 12    | 7.797 |
| 04. | Non Sila       | โนนศิลา     | 13    | 7.909 |
| 05. | Nikhom         | นิคม        | 07    | 3.091 |
| 06. | Non Laem Thong | โนนแหลมทอง | 12    | 5.444 |
| 07. | Non Buri       | โนนบุรี      | 11    | 5.553 |
| 08. | Non Nam Kliang | โนนน้ำเกลี้ยง | 08    | 3.478 |

### Lokalverwaltung
Es gibt sechs Kommunen mit „Kleinstadt“-Status (Thesaban Tambon) im Landkreis:
- Na Makhuea (Thai: เทศบาลตำบลนามะเขือ) besteht aus dem gesamten Tambon Na Makhuea.
- Non Sila (Thai: เทศบาลตำบลโนนศิลา) besteht aus dem gesamten Tambon Non Sila.
- Nikhom (Thai: เทศบาลตำบลนิคม) besteht aus dem gesamten Tambon Nikhom.
- Non Nam Kliang (Thai: เทศบาลตำบลโนนน้ำเกลี้ยง) besteht aus dem gesamten Tambon Non Nam Kliang.
- Non Buri (Thai: เทศบาลตำบลโนนบุรี) besteht aus dem gesamten Tambon Non Buri.
- Phu Sing (Thai: เทศบาลตำบลภูสิงห์) besteht aus dem gesamten Tambon Phu Sing.

Außerdem gibt es zwei „Tambon-Verwaltungsorganisationen“ (องค์การบริหารส่วนตำบล – Tambon Administrative Organizations, TAO):
- Sahatsakhan (Thai: องค์การบริหารส่วนตำบลสหัสขันธ์)
- Non Laem Thong (Thai: องค์การบริหารส่วนตำบลโนนแหลมทอง)